# Territorialisierung

Das Heilige Römische Reich um 1000

Das Heilige Römische Reich um 1250

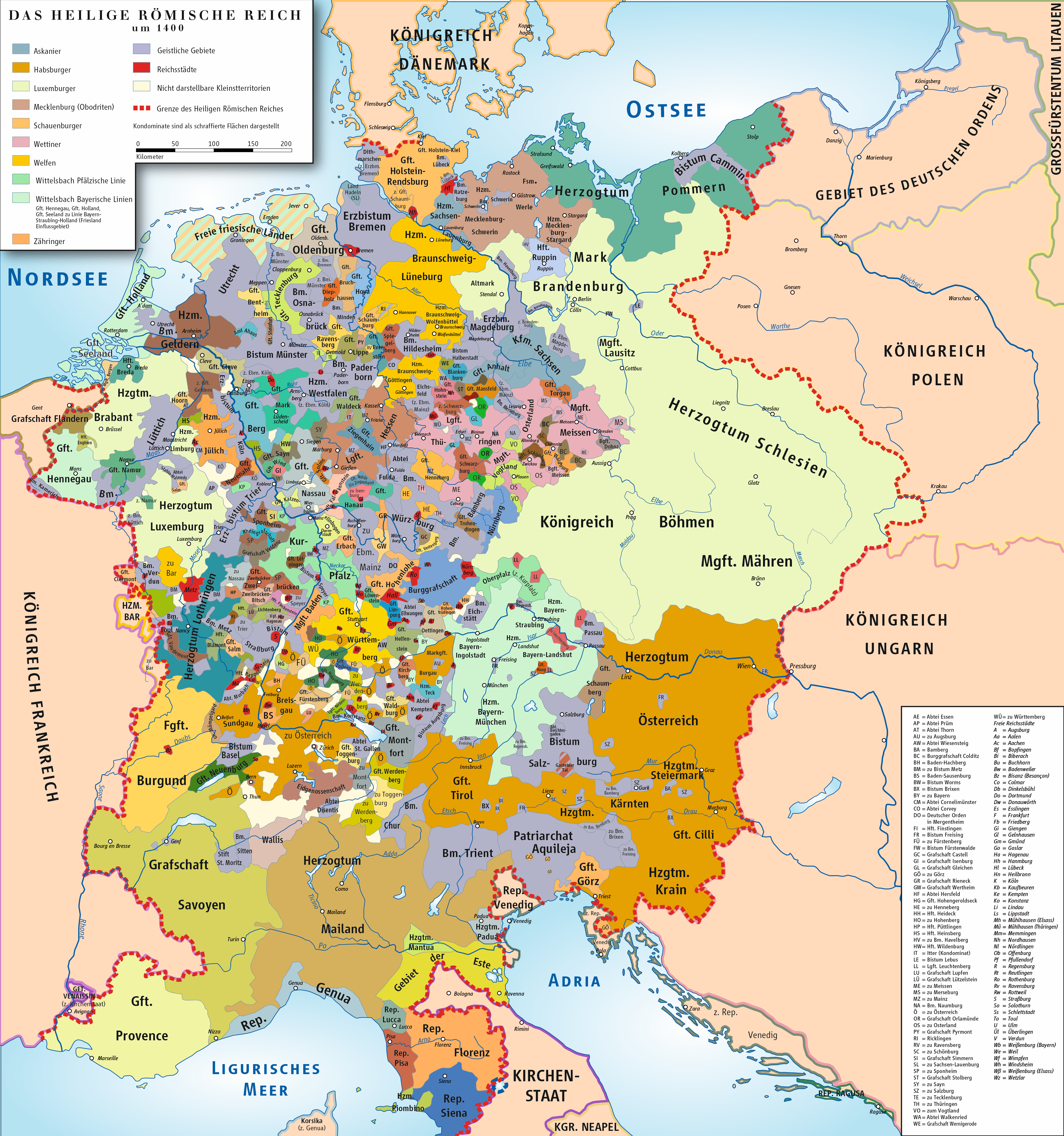
Das Heilige Römische Reich um 1400

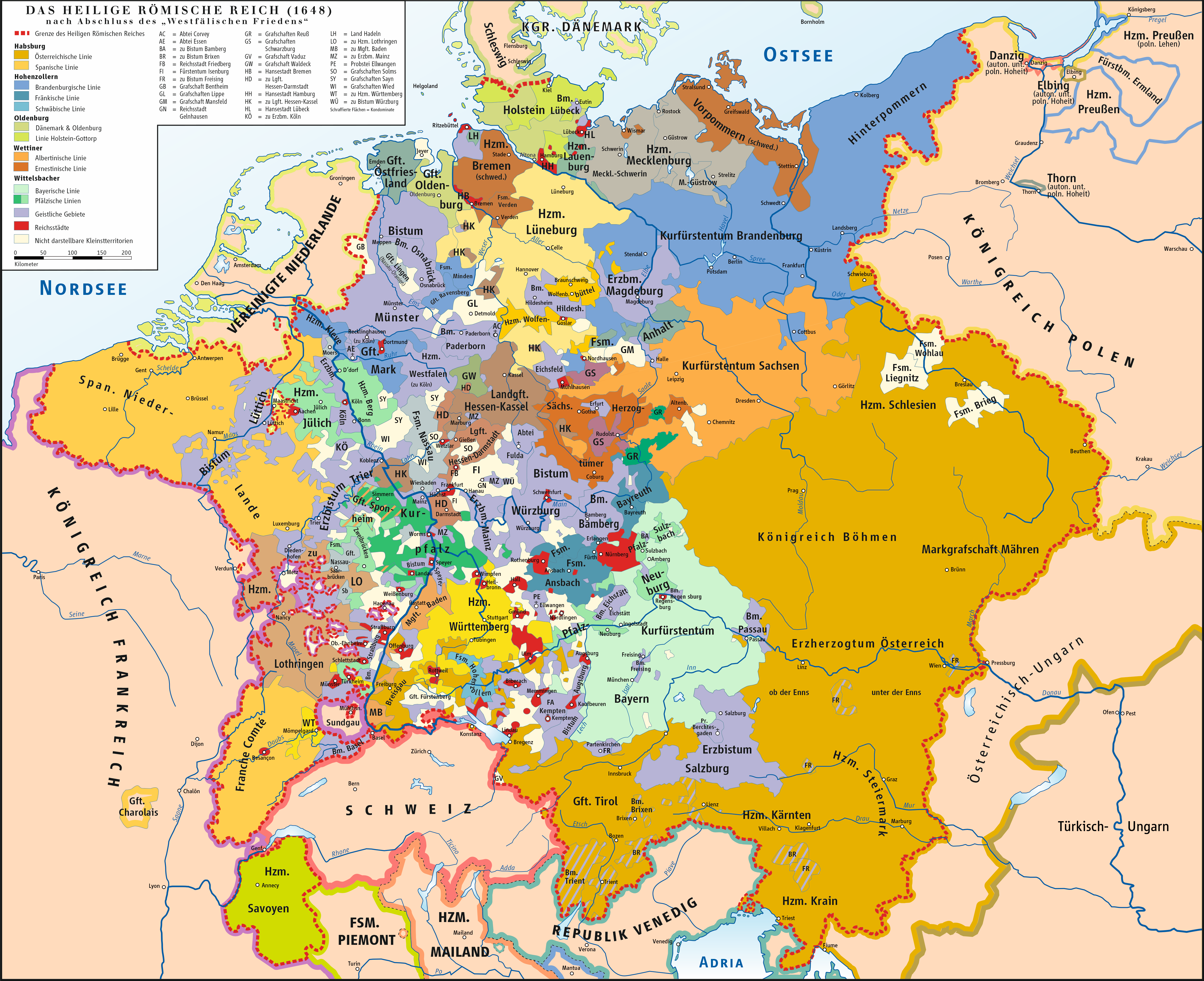
Das Heilige Römische Reich 1648

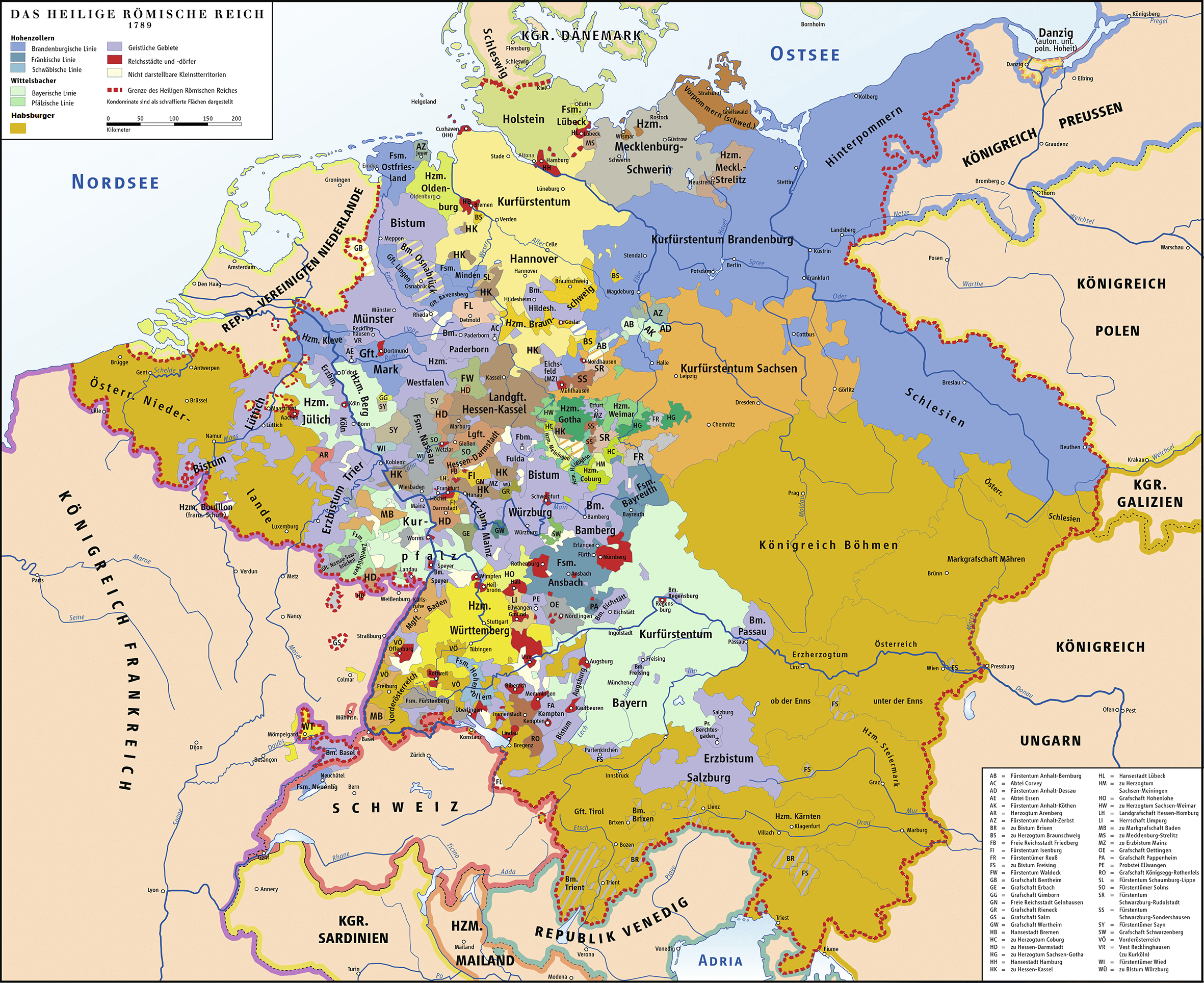
Das Heilige Römische Reich am Vorabend der Französischen Revolution 1789 (in lila geistliche Territorien, in rot die Reichsstädte)

Territorialisierung (von Territorium, lat. Herrschaftsgebiet oder auch Staat) bezeichnet im Heiligen Römischen Reich die Herausbildung und Etablierung sowohl der weltlichen als auch geistlichen Landesherrschaften etwa vom 11. bis zum 14. Jahrhundert und parallel dazu den langfristigen Machtverlust des Königs.
Norbert Elias spricht vom Konflikt zwischen „Zentralgewalt“ und den „zentrifugalen Kräften“ im Zuge der Entwicklung vom feudalen Personenverbandsstaat auf der Grundlage der Stammeszugehörigkeit zum administrativ-verrechtlichten Flächenstaat auf der Basis der territorialen Zugehörigkeit.

## Langfristige Entwicklungen und Interessenkonflikte
Nach Otto Brunner (Land und Herrschaft, 1939) entsteht ein Territorium, wenn es eine politisch homogene Einheit wird, wenn also alle Land besitzenden Adeligen zu den Versammlungen mit dem Landesherren kommen. Die Grenzen eines Territoriums ergeben sich somit je nachdem, ob die jeweiligen Grundherren zur Versammlung des einen oder anderen Landesherren gehen und sich diesem zugehörig fühlen. Da auf diesen Versammlungen auch in Streitfällen entschieden wurde, entstand ein allgemein gültiges Recht, das häufig auch als eigenes Landrecht kodifiziert wurde.
Die mittelalterliche Gesellschaft des Feudalismus basierte auf persönlichen Abhängigkeitsverhältnissen (Personenverband). Der Lehnsherr (König) belehnte seine Gefolgsleute (Vasallen) mit Herzogtümern, die idealerweise nach dem Tod des Vasallen wieder an den Lehnsherrn zurückfallen sollten. Gleichzeitig aber waren die Vasallen in der Regel bestrebt, sich in ihrem Herrschaftsgebiet festzusetzen und ihre Herrschaft an die eigenen Nachkommen zu vererben. Territorialisierung bedeutet Herausbildung von administrierten Flächenstaaten statt der früheren Personenverbände, Herrschaften und Grundherrschaften. Könige und Kaiser hatten im Früh- und Hochmittelalter keine feste Residenz (Reisekönigtum), waren häufig durch Italienfeldzüge lange Zeit abwesend und durch Konflikte mit dem Papst geschwächt, so dass sie häufig die Gefolgschaft ihrer Vasallen nur durch weitreichende Konzessionen sichern konnten.

## Beginn und Entwicklung der Territorialisierung
Die Ausbildung der Territorialherrschaft vollzog sich in einem vom 13. Jahrhundert bis in die frühe Neuzeit dauernden Prozess der Konzentration und Assimilation von Herrschaftsrechten unterschiedlicher Art und Provenienz bei einer Adelsdynastie oder Stadt, einem Bischof oder Kloster sowie durch den Erwerb von Territorium und verlief je nach Startzeitpunkt, Widerständen und Rahmenbedingungen unterschiedlich.
Kaiser Otto I. unternahm im 10. Jahrhundert den Versuch, die deutschen Stammesherzogtümer in abhängige Herrschaften seines Reiches umzuwandeln und die Amtsherzogtümer der Karolingerzeit wieder zu erneuern. Er hatte damit langfristig keinen Erfolg. Bis Mitte des 11. Jahrhunderts wurden die ehemaligen Stammesherzogtümer mehr oder weniger abhängig von der königlichen Zentralgewalt geführt und dienten dem konkurrierenden Adel als Machtbasis im Kampf um das Königtum. Der Aufstieg der Landesherrschaften beginnt spätestens in der zweiten Hälfte des 11. Jahrhunderts, als die Macht des Königs als Lehnsherr zu schwinden scheint und dieser sich vor allem auf eine große Hausmacht und auf die florierenden Städte stützen muss.
Schon die ersten Salierkaiser Konrad II. (1024–1039) und Heinrich III. (1039–1056) versuchten, mit dem Heranziehen von Ministerialen und mit der Förderung des niederen Adels und vor allem der prosperierenden Städte ein Gegengewicht zu den mächtigen Herzögen zu bilden. Heinrich IV. versuchte, seine Hausmacht in der Rheinpfalz und in Rheinhessen sowie im Harz auszubauen und erweiterte mit Hilfe von Ministerialen die Verwaltung, was ihn vor allem im Bereich des Harzes in Konflikt mit dem sächsischen Hochadel brachte. Durch weitreichende Privilegien für die Städte (z. B. Speyer, Worms, Halberstadt, Quedlinburg, Goslar) versuchte er diese für sich zu gewinnen, was ihm auch weitgehend gelang.
Seit dem Beginn des 11. Jahrhunderts, verstärkt im 12. Jahrhundert, nahm das Städtewesen in Deutschland einen schnellen Aufschwung. Die aufblühenden Städte, insbesondere die Reichsstädte entwickelten eigenständige Verwaltungs- und Rechtsformen und bildeten ein selbstbewusstes Bürgertum heraus, wurden zu Zentren von Handel und Gewerbe sowie zum Motor der wirtschaftlichen Entwicklung und Modernisierung. Mit ihrem Aufstieg ging der Übergang zur Geldwirtschaft einher. Teilweise ab dem 11. Jahrhundert, verstärkt dann ab dem 13. Jahrhundert, erreichten einige Städte die Freiheit von ihrem geistlichen oder weltlichen Herrn und nahmen zum Teil erheblichen Einfluss auf die Reichspolitik.
Die Auseinandersetzung mit Papst Gregor VII. im Investiturstreit wurde von einem beträchtlichen Teil des Hochadels zu einer Revolte genutzt, was im März 1077 zur Absetzung Heinrichs IV. und zur Wahl eines Gegenkönigs (Rudolf von Rheinfelden) führte. Rudolf wurde zwar vom Papst unterstützt, da Heinrich IV. aber durch den Gang nach Canossa vom Kirchenbann befreit worden war und er geschickt taktierte, konnte er die Revolte im Oktober 1080 beenden. Dabei fand Rudolf von Rheinfelden den Tod. Dass Rudolf die rechte Hand – die Schwurhand – abgeschlagen worden war, interpretierten die Parteigänger Heinrichs propagandistisch als „Gottesurteil“, was die Adelsopposition gegen Heinrich zusätzlich diskreditierte und schwächte. In den folgenden Jahren baute Heinrich IV. seine Machtstellung gegenüber Fürsten und Papst bedeutend aus.
Im 12. Jahrhundert begann Kaiser Friedrich I. Barbarossa mit der Errichtung neuer, teils räumlich getrennter Territorialherzogtümer. Die Auseinandersetzung mit den Welfen (Heinrich der Löwe) war ebenfalls Ausdruck des mittelalterlichen Grundkonflikts zwischen Zentralgewalt und „zentrifugalen Kräften“ (Norbert Elias). Das welfische Herzogtum Bayern gab Friedrich I. Barbarossa im Jahr 1180 an Otto von Wittelsbach: Die Wittelsbacher herrschten in Bayern bis 1918. Welfen, Wittelsbacher und andere Fürsten zerstückelten ihre Territorien weiter durch Realteilung.
Erst Kaiser Friedrich II., der sich die überwiegende Zeit in Sizilien und Süditalien aufhielt, und sein Sohn gaben mit königlichen Bullen aus den Jahren 1220 (Confoederatio cum principibus ecclesiasticis) und 1231 (Statutum in favorem principum) den Reichsfürsten die Verfügung über einige dem König vorbehaltene Rechte (Regalien), die bisher zumindest pro forma ausschließlich dem König zugestanden hatten; höhere Gerichtsbarkeit, Münzrecht und Geleitrecht durch ein Territorium sowie Zölle wurden dem jeweiligen Landesherrn übertragen. In der zweiten Bulle wurden die weltlichen Territorialherren erstmals mit dem Titel dominus terræ angesprochen, was die gestiegene rechtliche Stellung der Landesherrn dokumentiert.
Zur Zeit der Doppelwahl 1257 wurden zwei ausländische Herrscher von den Kurfürsten zu Königen von Deutschland gewählt. Beide Herrscher hatten das Königtum durch Konzessionen und Zahlungen an die Territorialfürsten erhalten. Von Richard von Cornwall heißt es, er habe „Geld wie Wasser vor die Füße der Fürsten“ gekippt. Er konnte jedoch kaum Reichspolitik betreiben, weil er in England innenpolitische Auseinandersetzungen zu bestehen hatte. König Alfons von Kastilien betrat nie sein Reichsgebiet und ließ die Fürsten die Territorialisierung vorantreiben. In dieser Zeit bis zur Krönung von Rudolf von Habsburg 1273 bekamen die Fürsten die Möglichkeit, ohne einen präsenten König zu regieren.
Der hohe Adel wandelte durch Burgenbau seine bisherige Herrschaft über Personen in eine Herrschaft über Land und Ressourcen um. Im frühen Mittelalter wurden Burgen in erster Linie zum Schutz gegen äußere Bedrohung, etwa durch die Ungarn oder die Normannen, gebaut. Vom 11. bis zum 14. Jahrhundert setzte ein wahrer ‚Burgenbauboom‘ ein. Burgen wurden – nach heutigem Verständnis illegal – auch auf Land erbaut, das dem Burgbauherrn nicht gehörte, z. B. auf Königsgut (durch die es verwaltenden Reichsministerialen) oder auf Klostergut (durch die weltlichen Klostervögte). „Rechtsfreie“ Räume, die nicht mit Waffengewalt von anderen verteidigt wurden, wurden besetzt. Stadtbürger und Magistrate waren oft bestrebt, den Territorialherrn aus der Stadt hinaus zu drängen, um den begehrten Status einer Freien Reichsstadt zu erlangen.

## Die Goldene Bulle als Meilenstein der Territorialisierung

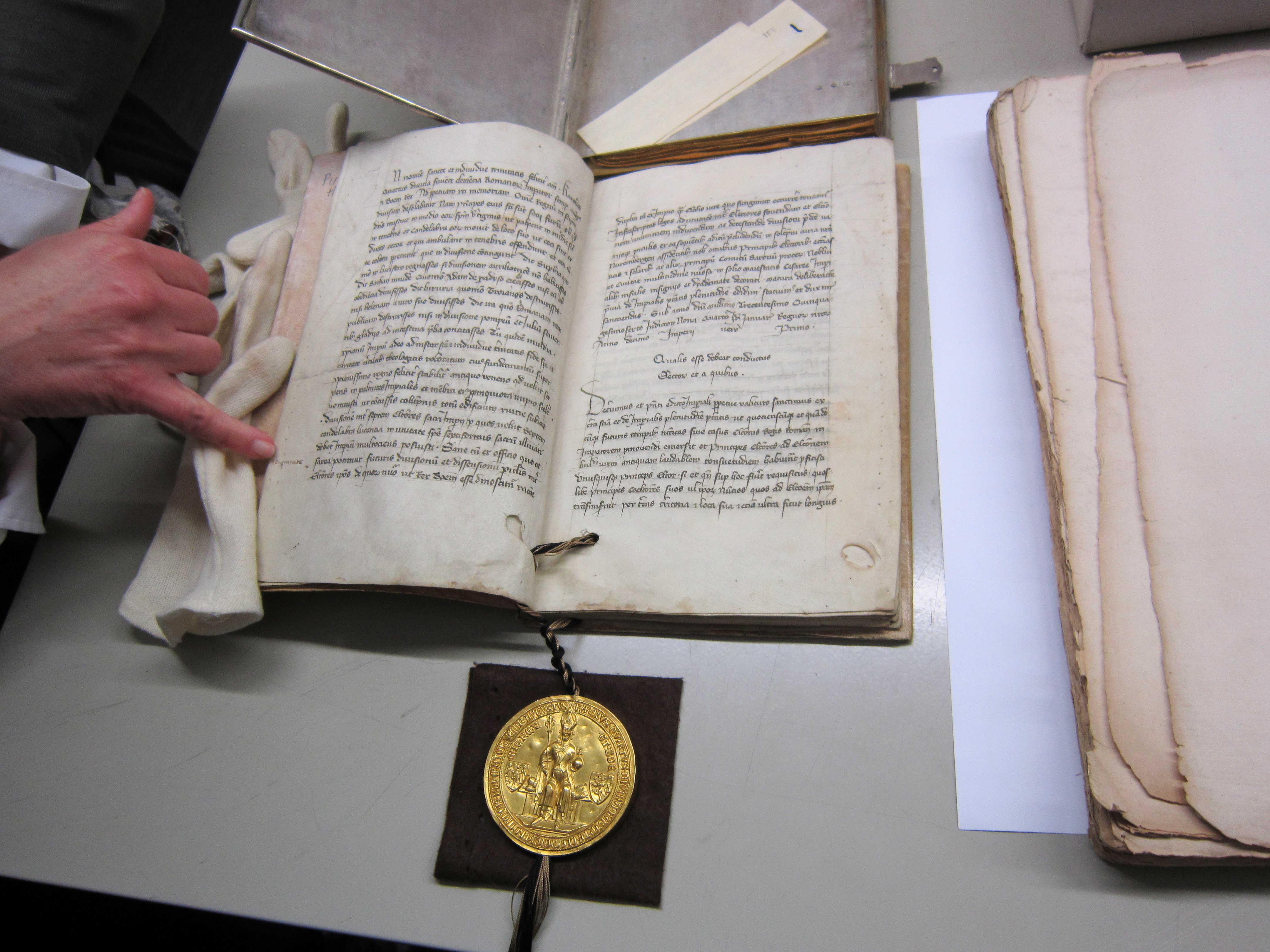
Trierer Exemplar der Goldenen Bulle

Die Goldene Bulle wurde am 10. Januar 1356 in Nürnberg von Kaiser Karl IV. ausgestellt und regelt die Ausübung der territorialen Herrschaftsgewalt innerhalb des Gebietes des deutschen Reiches und legt den Kreis der Reichs-/ Kurfürsten fest, die den König wählen. Die Kurfürsten erhielten Privilegien festgeschrieben. Weitere Reichsfürsten üben zwar teilweise auch schon Regalien (königliche Rechte) aus, vorerst ohne diese vom König schriftlich bestätigt bekommen zu haben.
Die Goldene Bulle von 1356, die als Kaiser- oder Königsurkunde ihren Namen nach dem an ihr befestigten goldenen Siegel erhalten hatte, legte fest:
- Die Kurfürsten: Erzbischof von Trier (Erstwahlrecht), Erzbischof von Köln, König von Böhmen, Pfalzgraf bei Rhein, Herzog von Sachsen-Wittenberg, Markgraf von Brandenburg, Erzbischof von Mainz (Wahlleiter) wählen nach dem Mehrheitsprinzip den König.
- Erste Regierungshandlung ist die Bestätigung der Privilegien der Kurfürsten.
- Die Kurfürstenterritorien werden ungeteilt an den Nachfolger vererbt.
- Privilegium de non evocando[2] (Untertanen dürfen nur zum kurfürstlichen Gericht geladen werden).
- Privilegium de non appellando (Untertanen dürfen kein anderes Gericht anrufen).
- Regalien fallen an Kurfürsten.

Die Goldene Bulle dokumentiert und formalisiert eine sich in Jahrhunderten herausgebildete Praxis und Entwicklung hin zur Territorialisierung, deren Tradition bis in den heutigen föderalen Staatsaufbau Deutschlands reicht.

## Territorialisierung in Italien

Italien um 1494

Nach dem Einfall der Goten und der Langobarden (488/93 bzw. 568) zersplitterte das Land in eine Reihe von Herrschaftsgebieten. Im 8. und 9. Jahrhundert, besonders unter Pippin und Karl dem Großen, dominierten die Franken, doch entwickelte sich unter den Nachfolgern Karls ein eigenes Königreich Italien. Seit Otto dem Großen gehörte Italien überwiegend zum Heiligen Römischen Reich (Reichsitalien), der Süden blieb dabei lange byzantinisch. Jedoch eroberten zunächst Araber ab 827 Sizilien und Teile Süditaliens. Im frühen 11. Jahrhundert begannen Normannen (aus der Normandie) mit der Eroberung Süditaliens bis zum Ende des 11. Jahrhunderts.
Durch den Aufschwung von Handel und Verkehr gewannen insbesondere die Städte Norditaliens im 11. Jahrhundert zunehmende Selbstständigkeit. Die Normannen und zahlreiche Städte Oberitaliens unterstützten während des Investiturstreits den Papst. Mit dem Untergang ihrer Dynastie 1268 scheiterten die Versuche der Staufer, die schwindende Reichsgewalt in Italien zu erneuern, obwohl Heinrich VI. das unteritalienische Normannenreich durch Heirat gewonnen hatte. Den Süden (die Königreiche Neapel und Sizilien) beherrschten ab 1268 die französische Dynastie der Anjou und anschließend – zunächst in Sizilien – aus Spanien stammende Dynastien, insbesondere Aragón. In der Mitte Italiens breitete sich der Kirchenstaat immer weiter aus. Der Norden zerfiel in eine Reihe von formal dem Heiligen Römischen Reich zugehörigen, jedoch beinahe selbstständigen Städten mit ihrem Umland.
Im 14. und 15. Jahrhundert entstanden im Zeitalter der Renaissance Mittelmächte mit einem enormen wirtschaftlichen und kulturellen Vorsprung. Fünf Mächte, das süditalienische Doppelkönigreich Neapel und Sizilien, der Kirchenstaat, die Republik Florenz (später Großherzogtum Toskana), das Herzogtum Mailand und die Republik Venedig teilten sich in wechselnden Koalitionen die politische Macht und die Ressourcen der Halbinsel. Eher am Rande agierten das Herzogtum Savoyen und die Republik Genua, die allerdings Territorien auch außerhalb der Halbinsel besaßen und im Mittelmeerraum Einfluss ausübten.

## Langfristige Folgen der Territorialisierung
Die Territorialisierung des Heiligen Römischen Reichs schritt in den auf die Goldene Bulle Karls IV. folgenden Jahrhunderten fort, die Zentralgewalt verlor weiter an Kompetenzen. Im Westfälischen Frieden von 1648 wurde formal die Landeshoheit der einzelnen Reichsstände bestätigt. Als das Heilige Römische Reich im Jahr 1806 durch die Abdankung von Kaiser Franz II. aufgelöst wurde, erlangten die Reichsstände endgültig die volle Souveränität.
Durch die über Jahrhunderte zunehmende Souveränität der deutschen Territorien entwickelte sich kein Zentralstaat wie z. B. in England oder Frankreich, die von einem mächtigen monarchischen Hof, einer alle Ressourcen an sich ziehenden Hauptstadt und damit einem politischen und kulturellen Zentrum aus beherrscht wurden. Es entstand keine sprachliche Einheitlichkeit und Normierung, sondern die jeweiligen Territorien behielten ihren Regiolekt und entwickelten sich weitgehend unabhängig voneinander. Die bereits im Zeitalter des Aufgeklärten Absolutismus als Duodezfürstentümer verspottete und im Zeitalter des aufkommenden Nationalismus als Kleinstaaterei gebrandmarkte Territorialisierung hatte jedoch, neben dem machtpolitischen Gewichtsverlust, auch ihre positiven Effekte: Die Territorien bauten eigene Universitäten auf, die unabhängig voneinander lehrten und eine wichtige Rolle in der Heranziehung von Landesbeamten und Gelehrten hatten, und die vielen Höfe wetteiferten um Prestige durch den Bau von Schlössern, Kirchen, Bibliotheken, Staatstheatern, Museen, Parks, Boulevards und Plätzen. Dies führte zwar seinerzeit zu hohem Verbrauch finanzieller Ressourcen, jedoch hatte – ähnlich wie in Italien – auch der vergleichsweise (und bis heute bestehende) kulturelle Reichtum der deutschen Provinzen darin seine Ursache.
Bis heute ist Deutschland ein Föderalstaat, in dem die Bundesländer nicht nur innenpolitisch, sondern auch in der Europäischen Union und teilweise sogar in der Außenpolitik erheblichen politischen Einfluss beanspruchen und durchsetzen.